# Argentine (Savoia)
Argentine és un municipi francès situat al departament de la Savoia i a la regió d'Alvèrnia-Roine-Alps. L'any 2007 tenia 857 habitants.

## Demografia

### Població
El 2007 la població de fet d'Argentine era de 857 persones. Hi havia 339 famílies de les quals 81 eren unipersonals (35 homes vivint sols i 46 dones vivint soles), 104 parelles sense fills, 127 parelles amb fills i 27 famílies monoparentals amb fills.
La població ha evolucionat segons el següent gràfic:
Habitants censats

### Habitatges
El 2007 hi havia 499 habitatges, 355 eren l'habitatge principal de la família, 90 eren segones residències i 53 estaven desocupats. 437 eren cases i 57 eren apartaments. Dels 355 habitatges principals, 293 estaven ocupats pels seus propietaris, 49 estaven llogats i ocupats pels llogaters i 13 estaven cedits a títol gratuït; 5 tenien una cambra, 19 en tenien dues, 61 en tenien tres, 112 en tenien quatre i 158 en tenien cinc o més. 276 habitatges disposaven pel capbaix d'una plaça de pàrquing. A 129 habitatges hi havia un automòbil i a 197 n'hi havia dos o més.

### Piràmide de població
La piràmide de població per edats i sexe el 2009 era:
| Homes | Edats   | Dones |
| ----- | ------- | ----- |
| 0     | 95 o +  | 0     |
| 0     | 90 a 94 | 4     |
| 8     | 85 a 89 | 4     |
| 0     | 80 a 84 | 4     |
| 12    | 75 a 79 | 20    |
| 20    | 70 a 74 | 12    |
| 24    | 65 a 69 | 16    |
| 20    | 60 a 64 | 16    |
| 20    | 55 a 59 | 12    |
| 20    | 50 a 54 | 12    |
| 24    | 45 a 49 | 32    |
| 32    | 40 a 44 | 32    |
| 20    | 35 a 39 | 16    |
| 36    | 30 a 34 | 28    |
| 16    | 25 a 29 | 32    |
| 32    | 20 a 24 | 16    |
| 40    | 15 a 19 | 16    |
| 32    | 10 a 14 | 4     |
| 24    | 5 a 9   | 32    |
| 8     | 0 a 4   | 20    |

## Economia
El 2007 la població en edat de treballar era de 558 persones, 415 eren actives i 143 eren inactives. De les 415 persones actives 383 estaven ocupades (221 homes i 162 dones) i 31 estaven aturades (17 homes i 14 dones). De les 143 persones inactives 66 estaven jubilades, 32 estaven estudiant i 45 estaven classificades com a «altres inactius».

### Ingressos
El 2009 a Argentine hi havia 352 unitats fiscals que integraven 885,5 persones, la mediana anual d'ingressos fiscals per persona era de 18.273 €.

### Activitats econòmiques
Dels 35 establiments que hi havia el 2007, 2 eren d'empreses extractives, 1 d'una empresa alimentària, 4 d'empreses de fabricació d'altres productes industrials, 7 d'empreses de construcció, 4 d'empreses de comerç i reparació d'automòbils, 1 d'una empresa de transport, 3 d'empreses d'hostatgeria i restauració, 1 d'una empresa d'informació i comunicació, 1 d'una empresa financera, 5 d'empreses immobiliàries, 3 d'empreses de serveis, 2 d'entitats de l'administració pública i 1 d'una empresa classificada com a «altres activitats de serveis».
Dels 8 establiments de servei als particulars que hi havia el 2009, 1 era una oficina de correu, 1 paleta, 1 fusteria, 2 lampisteries, 1 electricista, 1 perruqueria i 1 restaurant.
L'únic establiment comercial que hi havia el 2009 era una fleca.
L'any 2000 a Argentine hi havia 22 explotacions agrícoles que ocupaven un total de 276 hectàrees.

## Equipaments sanitaris i escolars
El 2009 hi havia una escola elemental.

## Poblacions més properes
El següent diagrama mostra les poblacions més properes.